# Alvadia
Alvadia is een plaats (freguesia) in de Portugese gemeente Ribeira de Pena en telt 220 inwoners (2001).